# سيرهي بوليتسا
سيرهي بوليتسا (مواليد 16 فبراير 1999) هو لاعب كرة قدم أوكراني يلعب في مركز الوسط في نادي دينامو كييف.

## روابط خارجية
- سيرهي بوليتسا على موقع الاتحاد الأوربي (الإنجليزية)
- سيرهي بوليتسا على موقع اتحاد أوكرانيا (الإنجليزية)
- سيرهي بوليتسا على موقع قاعدة بيانات كرة القدم.إي يو (الإنجليزية)
- سيرهي بوليتسا على موقع Soccerway.com (الإنجليزية)
- سيرهي بوليتسا على موقع عالم كرة القدم.نت (الإنجليزية)